# Шуйский, Иван Васильевич Скопа
Князь Иван Васильевич Шуйский по прозвищу Скопа — воевода и боярин во времена правления Ивана III и Василия III.
Из княжеского рода Шуйские. Средний сын Василия Васильевича Шуйского Бледного. Родоначальник князей Скопиных-Шуйских. Имел братьев, князей: Юрия Васильевича (умер в младенчестве) и воеводу Ивана Васильевича по прозванию Хрен.
Имеется три версии происхождения прозвания фамилии — Скопины-Шуйские:
1. Построив в своих волостях городки, князь Иван Васильевич назвал их по своему прозванию — Скопины.
2. Владел городком с названием Скопин, откуда и пошло прозвание при присоединении родового прозвания Шуйские.
3. Прозвание «Скопа» произошло от водившихся в большом количестве в волостях князя Ивана Васильевича хищной птицы — Скопа, откуда получил название и город Скопин, бывший прежде слободой и в окрестностях которого находились вотчины и поместья князей Шуйских.

## Биография

### Служба Ивану III
Показан в дворянах. В 1492 году участвовал в государевом походе на Новгород. В 1497 году первый воевода войск правой руки во Владимире. В 1499 году первый воевода судовой рати посланных войск в помощь к Казани. Упоминается воеводой Большого полка в походах на Казанское ханство. Осенью 1501 года второй воевода Большого полка в походе из Новгорода на Ливонию.

### Служба Василию III
В 1519 году воевода Большого полка в походе из Вязьмы на Великое княжество литовское. В этом же году получил чин боярина. Вотчинник Рязанского уезда.

## Семья
От брака с неизвестной имел детей:
- Князь Фёдор Иванович Скопин-Шуйский (ум. 1557) — воевода.

## Критика
В «Российской родословной книге» П. В. Долгорукова показан бездетным, что не правильно, хотя и упоминается, что является родоначальником князей Скопины-Шуйские. В этом же источнике показан младшим сыном.
В поколенной росписи М. Г. Спиридова, П. Н. Петрова и в поколенной росписи поданной в 1682 году в Палату родословных дел показан средним сыном, отчего происходит путаница с его братом, князем Иваном Васильевичем по прозванию «Хрен» (Большой и Меньшой) и в этих источниках у него показан сын, князь Фёдор Иванович.